# 巴拉頓博格拉爾
巴拉頓博格拉爾是匈牙利的城鎮，位於該國中部巴拉頓湖南岸，由紹莫吉州負責管轄，面積32.04平方公里，2011年人口5,934，其中約七成居民信奉天主教。

## 外部連結
- Balatonboglar.hu （匈牙利文）
- Balatonboglár at Hungary.com[永久] （英文）
- Street map （匈牙利文）

46°46′N 17°40′E / 46.767°N 17.667°E